# Norman Cantor
Norman Frank Cantor (Winnipeg, 19 de noviembre de 1929-Miami, 18 de septiembre de 2004) fue un historiador canadiense-estadounidense que se especializó en la Edad Media. Conocido por su escritura accesible y su atractivo estilo narrativo, los libros de Cantor se encuentran entre los más leídos de la historia medieval en inglés. Estimó que su libro de texto The Civilization of the Middle Ages, publicado por primera vez en 1963, tenía un millón de ejemplares en circulación.

## Biografía
Nacido en Winnipeg, Manitoba, dentro del seno de una familia judía. Recibió una licenciatura en Artes en la Universidad de Manitoba en 1951. Se mudó a los Estados Unidos para obtener una maestría (1953) en la Universidad de Princeton y luego pasó un año como becario Rhodes en la Universidad de Oxford. Regresó a Princeton y recibió su doctorado en 1957 bajo la dirección del eminente medievalista Joseph R. Strayer. También comenzó su carrera docente en Princeton.
Después de enseñar en Princeton, Cantor se convirtió en profesor en la Universidad de Columbia de 1960 a 1966. Fue profesor Leff en la Universidad Brandeis hasta 1970 y luego estuvo en la Universidad de Binghamton hasta 1976, cuando ocupó un puesto en la Universidad de Illinois en Chicago durante dos años. Luego pasó a la Universidad de Nueva York (NYU), donde se desempeñó como Decano de la Facultad de Artes y Ciencias, así como profesor de historia, sociología y literatura comparada. Después de un breve período como profesor Fulbright en el Departamento de Historia de la Universidad de Tel Aviv (1987-1988), regresó a la Universidad de Nueva York, donde enseñó como profesor emérito hasta su jubilación en 1999, momento en el que se dedicó a trabajar como profesor de tiempo completo.
Aunque sus primeros trabajos se centraron en la historia religiosa e intelectual inglesa, los intereses académicos posteriores de Cantor fueron diversos y tuvo más éxito escribiendo para una audiencia popular que participando en una investigación original con un enfoque más limitado. Publicó un estudio monográfico, basado en su tesis de posgrado, Iglesia, realeza e investidura laica en Inglaterra, 1089-1135, que apareció en 1958 y sigue siendo una contribución importante al tema de las relaciones entre la Iglesia y el Estado en la Inglaterra medieval. A lo largo de su carrera, sin embargo, Cantor prefirió escribir sobre los amplios contornos de la historia occidental y sobre la historia de los estudios medievales académicos en Europa y América del Norte, en particular las vidas y carreras de eminentes medievalistas. Sus libros generalmente recibieron críticas mixtas en revistas académicas, pero a menudo fueron bestsellers populares, impulsados por el estilo de escritura fluido, a menudo coloquial, de Cantor y sus animadas críticas de personas e ideas tanto del pasado como del presente.
Cantor era intelectualmente conservador y expresó un profundo escepticismo sobre lo que consideraba modas metodológicas, particularmente el marxismo y el posmodernismo, pero también defendió una mayor inclusión de las mujeres y las minorías en las narrativas históricas tradicionales. En sus libros Inventing the Middle Ages (1991) e Inventing Norman Cantor (2002), reflexionó sobre su tensa relación a lo largo de los años con otros historiadores y con el mundo académico en general.
Tras jubilarse en 1999, Cantor se mudó a Miami, Florida, donde continuó trabajando en varios libros hasta el momento de su fallecimiento, incluido el bestseller del New York Times In the Wake of the Plague (2001). También fue editor de Encyclopedia of the Middle Ages (1999).
Falleció a causa de una insuficiencia cardíaca en Miami a la edad de 74 años.

## Obra seleccionada
- The Medieval World 300-1300 (Macmillan, 1963) ('Norman Cantor, Civilization of the Middle Ages, p. 2.)
- Historia medieval: la vida y la muerte de una civilización (Macmillan, 1963)
- William Stubbs sobre la Constitución inglesa (Crowell, 1966)
- Cómo estudiar historia (con Richard I. Schneider) (Crowell, 1967).
- La era de la protesta: disensión y rebelión en el siglo XX (Hawthorne Books, 1969) ISBN 0043010288.
- Los ingleses: una historia de la política y la sociedad hasta 1760 (Simon y Schuster, 1969).
- La civilización occidental, su génesis y destino: la herencia moderna: desde 1500 hasta el presente (con Kathleen Bolster Greenfield y Francis L. Loewenheim ) (Scott, Foresman, 1971) OCLC 156426.
- Perspectivas sobre el pasado europeo: conversaciones con historiadores (Macmillan, 1971).
- Sociedad medieval, 400-1450 (con Michael S. Werthman) (Crowell, 1972)
- El significado de la Edad Media: una historia sociológica y cultural (Allyn y Bacon, 1973).
- Cultura del siglo XX: del modernismo a la deconstrucción (P. Lang, 1988) (ISBN 082040358X).
- Inventar la Edad Media: las vidas, obras e ideas de los grandes medievalistas del siglo XX, (W. Morrow, 1991).
- La civilización de la Edad Media (Harper Collins, 1993). Una revisión del bestseller Historia medieval: la vida y la muerte de una civilización (1963). (ISBN 0060170336).
- La cadena sagrada: una historia de los judíos (HarperCollins, 1994) ISBN 006092652X
- Vidas medievales: ocho hombres y mujeres carismáticos de la Edad Media (HarperCollins, 1994). Incluye a San Agustín, Hildegarda de Bingen y Christine de Pizan.
- El siglo americano: variedades de cultura en los tiempos modernos (HarperCollins, 1997). (1º).ISBN 006017451X.
- A raíz de la plaga: la peste negra y el mundo que creó (Simon & Schuster, 2001) ISBN 0060014342.
- Inventando a Norman Cantor: Confesiones de un medievalista (Centro de Estudios Medievales y Renacentistas de Arizona, 1 de enero de 2002) ISBN 0866982930.
- Antigüedad: desde el nacimiento de la civilización sumeria hasta la caída del Imperio Romano (HarperCollins, 2003) ISBN 0060930985.
- El último caballero: el crepúsculo de la Edad Media y el nacimiento de la era moderna (Harper Perennial, 2004) Una mirada a Juan de Gante. ISBN 0060754036.
- Alejandro Magno: Viaje al fin de la Tierra (con Dee Ranieri) (HarperCollins, 2005). Publicado póstumamente. (ISBN 0060570121).